# Aries (banda)
Aries es una banda española unipersonal de pop electrónico de tono lírico. Aries la compone la cantante e instrumentalista Isabel Fernández Reviriego (Bilbao, España; 1979-), que hace las voces y toca generalmente todos los instrumentos (además de la guitarra, caja de ritmos y teclados). Tiene influencias de Beach Boys, Animal Collective, Aphex Twin o Dusty Springfield.

## Historia
La banda se formó en Vigo (Pontevedra, España) tras la disolución en 2010 del quinteto Charades. El nombre responde al signo del horóscopo de la cantante. 
En 2016 su disco Adieu or die quedó finalista del Premio Ruido.

## Discografía
- La magia bruta 2012 BCore [álbum]
- Mermelada dorada 2014 Barcelona: La Castanya [álbum]
- Adieu or die 2016 Barcelona: K Records-La Castanya [álbum]
- Juramento mantarraya 2019 Barcelona: K Records-La Castanya [álbum]